# Hilari
Der Hilari ist ein fasnachtähnlicher Brauch. Er wird in den vier Dörfern Feuerthalen, Langwiesen, Flurlingen und Laufen-Uhwiesen entlang des Cholfirsts im Norden des Kantons Zürich gefeiert. Der Hilari gilt als einer der ältesten Fasnachtsbräuche des Kantons.

## Heiliger Hilarius
Das genaue Datum des Festes wird durch den Gedenktag an den heiligen Hilarius von Poitiers, den 13. Januar, bestimmt. Fällt der 13. Januar auf einen Freitag, so wird der Hilari an diesem Wochenende (Freitag und Samstag) gefeiert. Fällt der 13. Januar auf einen anderen Wochentag, so findet das Fest erst am darauffolgenden Wochenende statt.

## Geschichte des Hilaris
Seit mehr als 600 Jahren feiern die vier nördlichsten Dörfer des Zürcher Weinlands den Hilari. Er wird auf die Sage des Burgfräuleins Berta vom Schloss Laufen, oberhalb des Rheinfalls, zurückgeführt. Berta wurde von ihren Untertanen verehrt und geliebt, denn sie führte ein mildes Regiment. Eines Tages hielt ein schwäbischer Ritter um ihre Hand an. Da sie ihre Untertanen nicht verlassen wollte, wies Berta den edlen Ritter ab. Der Edelmann war in seiner Ehre verletzt und gab nicht nach. Er belagerte mit seinem Gefolge das Schloss. Um Hilfe zu holen, schickte Berta heimlich Boten aus. Bauern der vier Cholfirstgemeinden eilten herbei, um ihre geliebte Herrin aus ihrer misslichen Lage zu befreien. Die tapferen Bauern vertrieben die Belagerer und befreiten Berta. Zum Dank für die erlösende Tat und zum Andenken an ihren Schutzpatron, den heiligen Hilarius, überreichte Berta von Laufen am Hilaritag den Gemeinden eine Schenkungsurkunde auf Pergament, wonach die ganze Waldung am Cholfirst den Rettern geschenkt wurde, und zwar nach der Anzahl der Bauern, welche zu Hilfe kamen. So erhielten Laufen-Uhwiesen 600 Jucharten Wald, Flurlingen 300 Jucharten Wald und Langwiesen-Feuerthalen 300 Jucharten Wald.
In den vier Cholfirstgemeinden wurde ein Freudenfest gefeiert, welches bis heute immer im Januar aufs Neue begangen wird.
Eine zweite Version für den Hilari-Brauch verweist auf eine Waldschenkungsurkunde vom 27. Dezember 1397. In ihr erlaubt der Bischof Burkart von Konstanz, Anna von Bethmaringen, ihr Lehen über das «Grüt» an die Hofleute von Laufen, die Einwohner des ehemaligen Uhwieser Amts, zu übertragen.
Das lateinische Wort hilaritas bedeutet so viel wie Fröhlichkeit und Ausgelassenheit.

## Neuzeitliches Fest
Der Hilari ist nachweislich einer der ältesten noch praktizierten Zürcher Volksbräuche. Die Disziplinarordnung zum zürcherischen Schulgesetz von 1831 gewährte den Schülern der vier Cholfirstgemeinden drei schulfreie Tage für den Hilari. Die Festivitäten werden jährlich durch den 1872 gegründeten Hilariverein Feuerthalen organisiert. Einen Hilaripräsidenten gab es schon seit 1846. Dieser wurde jedes Jahr neu gewählt und stand dem Organisationskomitee vor.
Der Hilari ist keine Fasnacht und deshalb sind Masken verpönt. Am Hilari sind die Besucher kostümiert und geschminkt.

## Ablauf

### Freitag
In der Nacht vom Donnerstag auf den Freitag haben alle Restaurants Freinacht. In Laufen-Uhwiesen wird der Hilari um 4.30 Uhr mit Lärminstrumenten eingeläutet. In Feuerthalen-Langwiesen geht es mit der Tagwache bereits eine halbe Stunde früher los.
Die Schulen sind traditionsgemäss eng mit der Durchführung verbunden und organisieren einen speziellen Schülerhilari. Die Schüler von Feuerthalen nehmen am Freitag auch gemeinsam das Mittagessen ein. Anschliessend findet der Kinderumzug mit Guggenkonzert statt. Am Abend feiern die Schüler den Hilari mit einer Disco. In den Schulen der Nachbargemeinden finden ähnliche Veranstaltungen statt.
An diesem Abend wird in den vier Gemeinden der Hilari mit einem bunten Treiben in den Restaurants und bei privaten Veranstaltungen gefeiert.

### Samstag
In Feuerthalen findet am Mittag der grosse Hilariumzug statt. Am Abend um 17.00 Uhr endet der Schülerhilari mit dem Bööggverbrennen. In der Turnhalle «Stumpenboden» wird anschliessend während der ganzen Nacht der Hilariball gefeiert.

### Sonntag
Am Abend findet die Abdankung statt und in der folgenden Nacht klingt der Hilari in den Restaurants aus.